# ABC Afterschool Special
ABC Afterschool Special est une série télévisée d'anthologie américaine en 154 épisodes de 52 minutes diffusée du 14 octobre 1972 au 1er juillet 1997 sur le réseau ABC.
Cette série est inédite dans les pays francophones. Au Québec, des épisodes d’ABC Afterschool Special, NBC Special Treat (en) et CBS Famous Classic Tales (en) sont diffusés sous la bannière Histoires d'hier et d'aujourd'hui à partir du 19 septembre 1980 à la Télévision de Radio-Canada.

## Synopsis
Cette série présente une anthologie d'histoires ayant pour trait commun des sujets relatifs aux enfants et aux adolescents et leur enseignant le sens moral et les responsabilités.

## Récompenses
Elle a remporté 68 Daytime Emmy Awards tout au long de sa diffusion.